# Trichaphodioides cinerascens
Trichaphodioides cinerascens är en skalbaggsart som beskrevs av Johann Christoph Friedrich Klug 1855. Trichaphodioides cinerascens ingår i släktet Trichaphodioides och familjen Aphodiidae. Inga underarter finns listade i Catalogue of Life.